# Maricoabo
Maricoabo é um distrito do município brasileiro de Valença, no litoral do estado da Bahia. Segundo o censo demográfico de 2022, realizado pelo Instituto Brasileiro de Geografia e Estatística (IBGE), sua população era de 5 395 habitantes e havia 2 045 domicílios particulares permanentes ocupados.
De acordo com o IBGE, em 2010 a população era de 5 775 habitantes e havia 2 080 domicílios particulares.
Foi criado pela lei provincial nº 2.288 de 27 de maio de 1882, então com a denominação de São Félix de Maricoabo. Passou a se chamar Maricoabo na década de 1920.